# مقام حجاز كار كرد
- حجاز كاركرد : مقام شرقي جنسه الأعلى كرد والأخفض أيضا كرد . درجته الأساسية دو وتختلف تسمياته باختلاف الدرجة الأساسية .
يبدأ هذا المقام من درجة الدو وينتهى أيضا بالدو، يقال أن أول من استعمله هو سيد درويش.

## علاماته
لهذا المقام سلمين مختلفين:

### السلم الأول
وهو شبه سلم مقام الحجاز كار من الدو 
دو - سى - لا b - صول - فا - مى - رى b - دو 
وبالتالى يكون له نفس الأبعاد.

### السلم الثانى
دو - سى b - لا b - صول - فا - مى b - رى b - دو 
زاد عن السلم السابق خفض المى والسى.

## اغاني على مقام حجاز كار كرد
- أهو ده اللي صار - سيد درويش.
- يا فايتني وروحي معاك - أم كلثوم.
- عودت عيني على رؤياك - أم كلثوم.
- يا ظالمني - أم كلثوم.
- نسّم علينا الهوى - فيروز
- يا بهجة الروح - صباح فخري